# Pan-Amerikaanse kampioenschappen judo 2008
De Pan-Amerikaanse kampioenschappen judo 2008 waren de 32ste editie van de Pan-Amerikaanse kampioenschappen judo en werden gehouden in Miami, Verenigde Staten, van donderdag 8 mei tot en met vrijdag 9 mei 2008. 

## Resultaten

### Mannen
| Gewichtsklasse | Goud               | Zilver            | Brons                                |
| -------------- | ------------------ | ----------------- | ------------------------------------ |
| – 55 kg        | Hiram Cruz         | Julien Paradis    | Martin Bustamante Jeffryd Garcia     |
| – 60 kg        | Javier Guédez      | Miguel Albarracin | Yosmani Piker Taraje Williams-Murray |
| – 66 kg        | Yordanis Arencibia | Roberto Ibañez    | Sasha Mehmedovic Juan Carlos Jacinto |
| – 73 kg        | Victor Penalber    | Ludwing Ortíz     | Ronald Girones Nicholas Tritton      |
| – 81 kg        | Guilherme de Luna  | Travis Stevens    | Oscar Cárdenas Richard León          |
| – 90 kg        | Eduardo Santos     | Diego Rosati      | Jorge Benavides Alexandre Émond      |
| – 100 kg       | Keith Morgan       | Eduardo Costa     | Leonardo Leite Oreidis Despaigne     |
| + 100 kg       | Walter Santos      | Óscar Brayson     | Albenis Rosales José Vasquez         |
| Open           | Óscar Brayson      | Walter Santos     | Pablo Figueroa Daniel McCormick      |

### Vrouwen
| Gewichtsklasse | Goud             | Zilver            | Brons                              |
| -------------- | ---------------- | ----------------- | ---------------------------------- |
| – 44 kg        | Taylor Ibera     | Shirley Guerrero  |                                    |
| – 48 kg        | Yanet Bermoy     | Daniela Polzin    | Paula Pareto Glenda Miranda        |
| – 52 kg        | Flor Velazquez   | Erika Miranda     | María García Aminata Sall          |
| – 57 kg        | Valerie Gotay    | Yadinys Amaris    | Yurisleidy Lupetey Ketleyn Quadros |
| – 63 kg        | Driulis González | Danielli Yuri     | Daniela Krukower Ysis Barreto      |
| – 70 kg        | Mayra Aguiar     | Yalennis Castillo | Yuri Alvear Cathérine Roberge      |
| – 78 kg        | Yurisel Laborde  | Edinanci Silva    | Lorena Briceño Marylise Lévesque   |
| + 78 kg        | Idalys Ortíz     | Giovanna Blanco   | Melissa Mojica Vanessa Zambotti    |
| Open           | Melissa Mojica   | Priscilla Marques | Carmen Chalá Mavi Mendoza          |

## Medaillespiegel
| Plaats | Land                   | Goud | Zilver | Brons | Totaal |
| 1      | Cuba                   | 6    | 2      | 6     | 14     |
| 2      | Brazilië               | 5    | 6      | 2     | 13     |
| 3      | Venezuela              | 2    | 2      | 3     | 7      |
| 4      | Verenigde Staten       | 2    | 1      | 2     | 5      |
| 5      | Puerto Rico            | 2    | 0      | 2     | 4      |
| 6      | Canada                 | 1    | 1      | 6     | 8      |
| 7      | Argentinië             | 0    | 3      | 4     | 7      |
| 8      | Colombia               | 0    | 2      | 1     | 3      |
| 9      | Ecuador                | 0    | 1      | 2     | 3      |
| 10     | Dominicaanse Republiek | 0    | 0      | 3     | 3      |
| 11     | Mexico                 | 0    | 0      | 2     | 2      |
| 12     | Nicaragua              | 0    | 0      | 1     | 1      |
| Totaal | Totaal                 | 18   | 18     | 34    | 70     |